# Recchia hirticornis
Recchia hirticornis är en skalbaggsart som först beskrevs av Johann Christoph Friedrich Klug 1825.  Recchia hirticornis ingår i släktet Recchia och familjen långhorningar.
Artens utbredningsområde är:
- Paraguay.
- Uruguay.
- Venezuela.

Inga underarter finns listade i Catalogue of Life.